# Elsaß
Le Elsaß (en français, Alsace) était un mouilleur de mines de la Kriegsmarine de 1942 à 1945. À son origine c'était un ferry français du nom de Côte d'Azur.
Il a coulé sur une mine le 5 janvier 1945.

## Ferry Côte d'Azur
Le Côte d'Azur a été construit sur le chantier naval de Graville-Sainte-Honorine (Le Havre) les Forges et chantiers de la Méditerranée. Il a été mis en service le 14 avril 1931 sur la ligne Calais-Douvres pour la compagnie maritime  havraise SAGA (Société Anonyme de Gérance et d'armement). Le navire avait une capacité de 1 400 passagers.
Le 8 mai 1940 il a été réquisitionné par le gouvernement français pour le transport des troupes. Le 10 mai, avec les 800 hommes du 2e bataillon du 224e Régiment d'infanterie, il fait partie d'un convoi les menant à Flessingue pour la défense des territoires de Walcheren et Zuid-Beveland aux Pays-Bas.

De retour, ne pouvant rejoindre Dunkerque à cause d'un champ de mines, se détourne vers Folkestone. À son retour le 19 mai, contraint de rester en rade, il subit un raid aérien allemand  mais n'est pas touché.

Le 27 mai, participant à l'Évacuation de Dunkerque (Opération Dynamo), il est touché par un Stuka de la Luftwaffe et coule en eau peu profonde. Ses pièces d'artillerie étant hors d'eau, il continue la défense de l'évacuation jusqu'au 31 mai.

## Kriegsmarine
Après l'Armistice du 22 juin 1940 le navire est renfloué par la Kriegsmarine et reçoit un arnement pour sa reconversion en mouilleur de mines. Son équipage de 280 hommes venait pour la plupart du Hansestadt Danzig coulé le 9 juillet 1941 sur une mine à l'Île d'Öland.
L' Elsaß est envoyé en mer du Nord pour mouiller des mines dans le Skagerrak. Il travaille souvent avec son sister-ship Ostmark (ex-Côte d'Argent). Fin juin 1943 ils mouillent les champs de mines "Erzengel", "Wildschwein" et "Steinadler", section maritime du mur de défense Westwall. En décembre  1943 ils renforcent les champs de mines "Wandschrank" et "Handkoffer" défendant les côtes du Danemark et Skagerrak. En avril 1944, avec le mouilleur de mines Kaiser, les destroyers Erich Steinbrinck et Hans Lody et des dragueurs de mines M 301, M 381, M 406 et M 462 ils renforcent le Skagerrak par les champs de mines "Katzbach A", "Katzbach B", "Leipzig" et "Ligny". En mai 1944, avec l'Ostmark, le Kaiser et les dragueurs M 15 et M 29, ils installent la barrière de mines "Waterloo".
Dans les premières heures du 5 janvier 1945, l' Elsaß naviguant dans Samsø Bælt entre Kalundborg et l'île de Samsø touche une mine et coule dans un bref délai. Au moins 87 hommes de son équipage ont été tués.

## Note et référence
- (de) Cet article est partiellement ou en totalité issu de l’article de Wikipédia en allemand intitulé « Elsaß (Schiff) » (voir la liste des auteurs).